# Begonia tominana
Begonia tominana là một loài thực vật có hoa trong họ Thu hải đường. Loài này được Golding mô tả khoa học đầu tiên năm 1981.